# Meetjeslands krekengebied

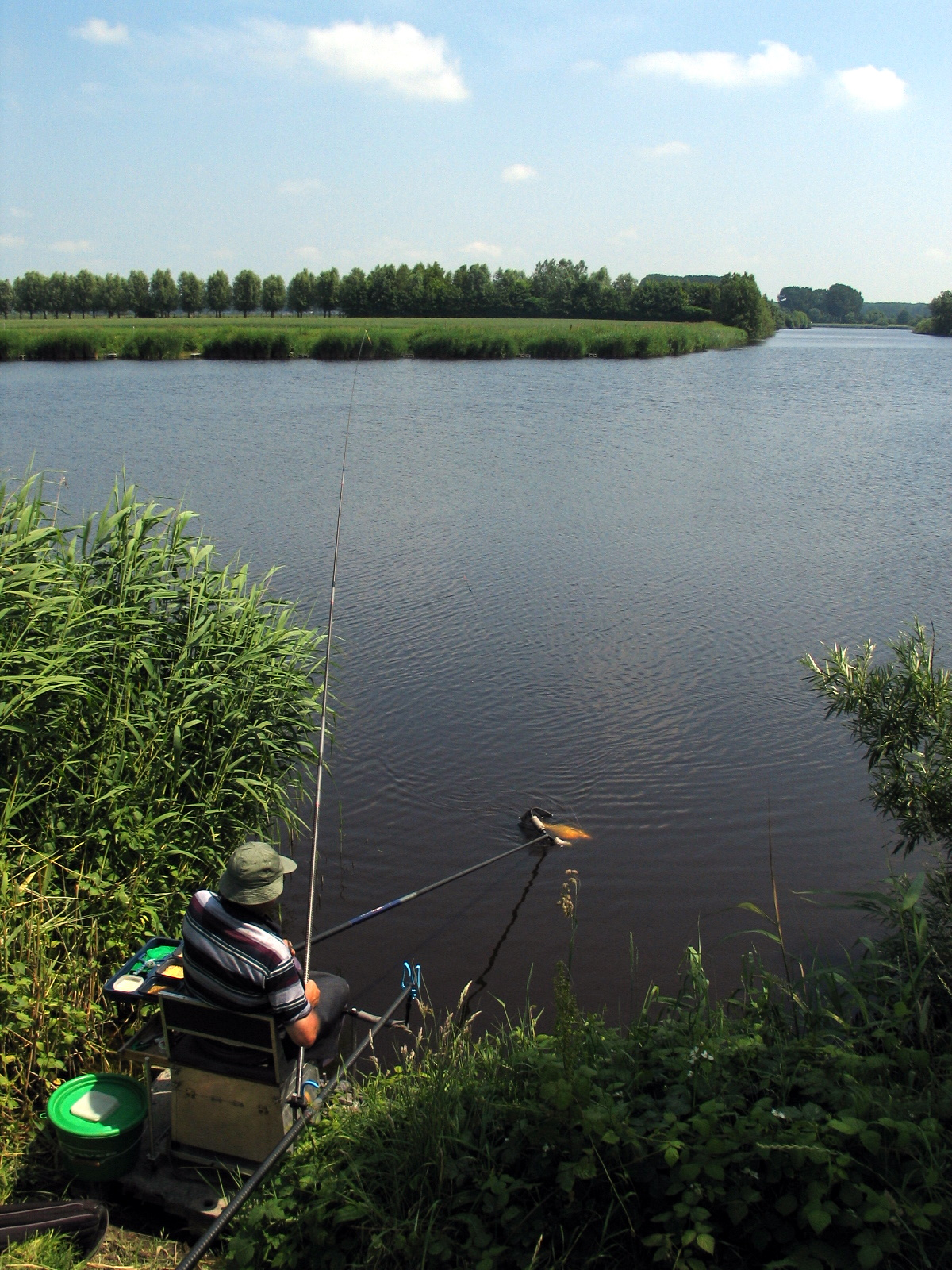
Een kreek in Sint-Laureins

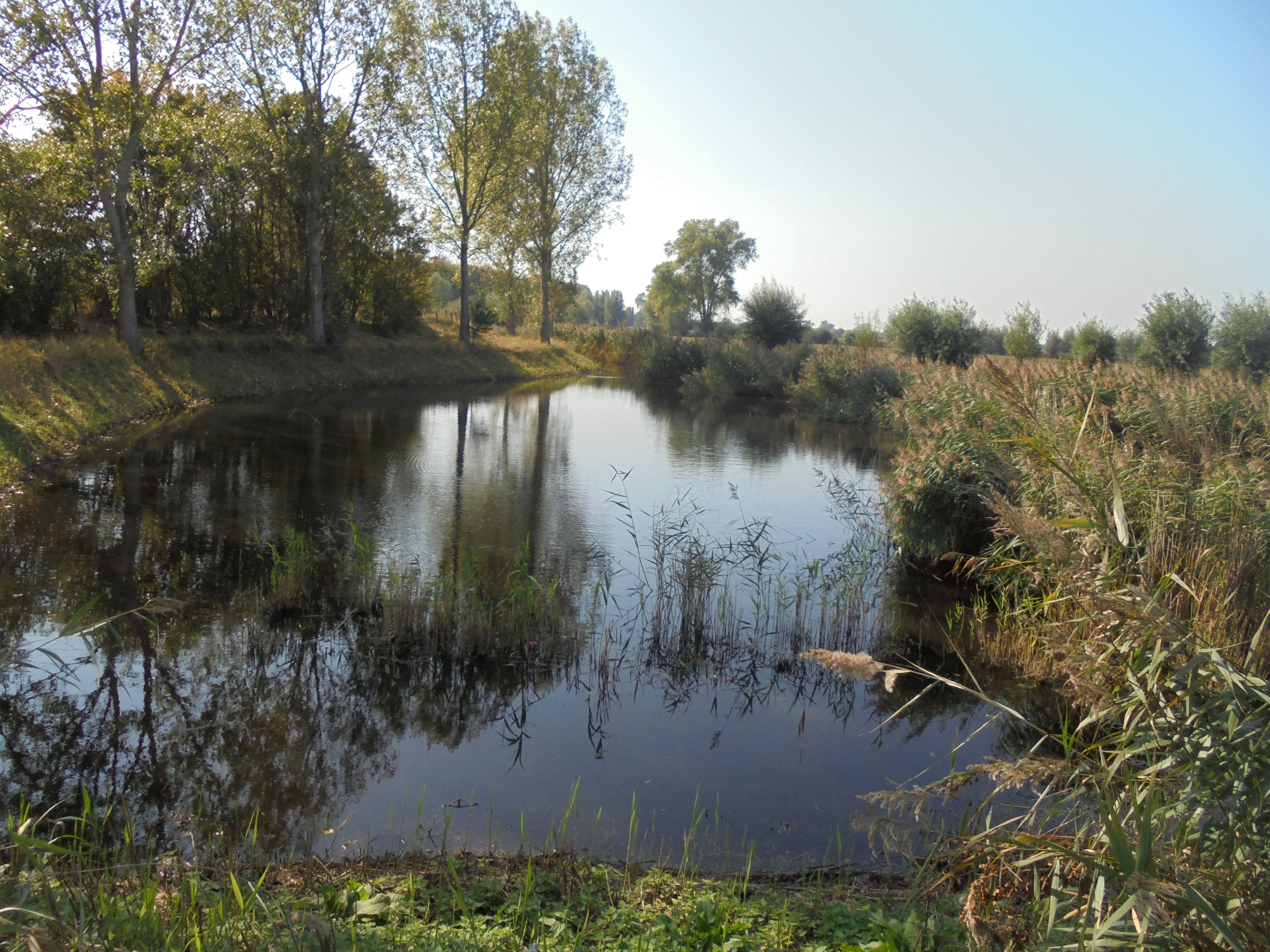
Verloren Kreek in Middelburg

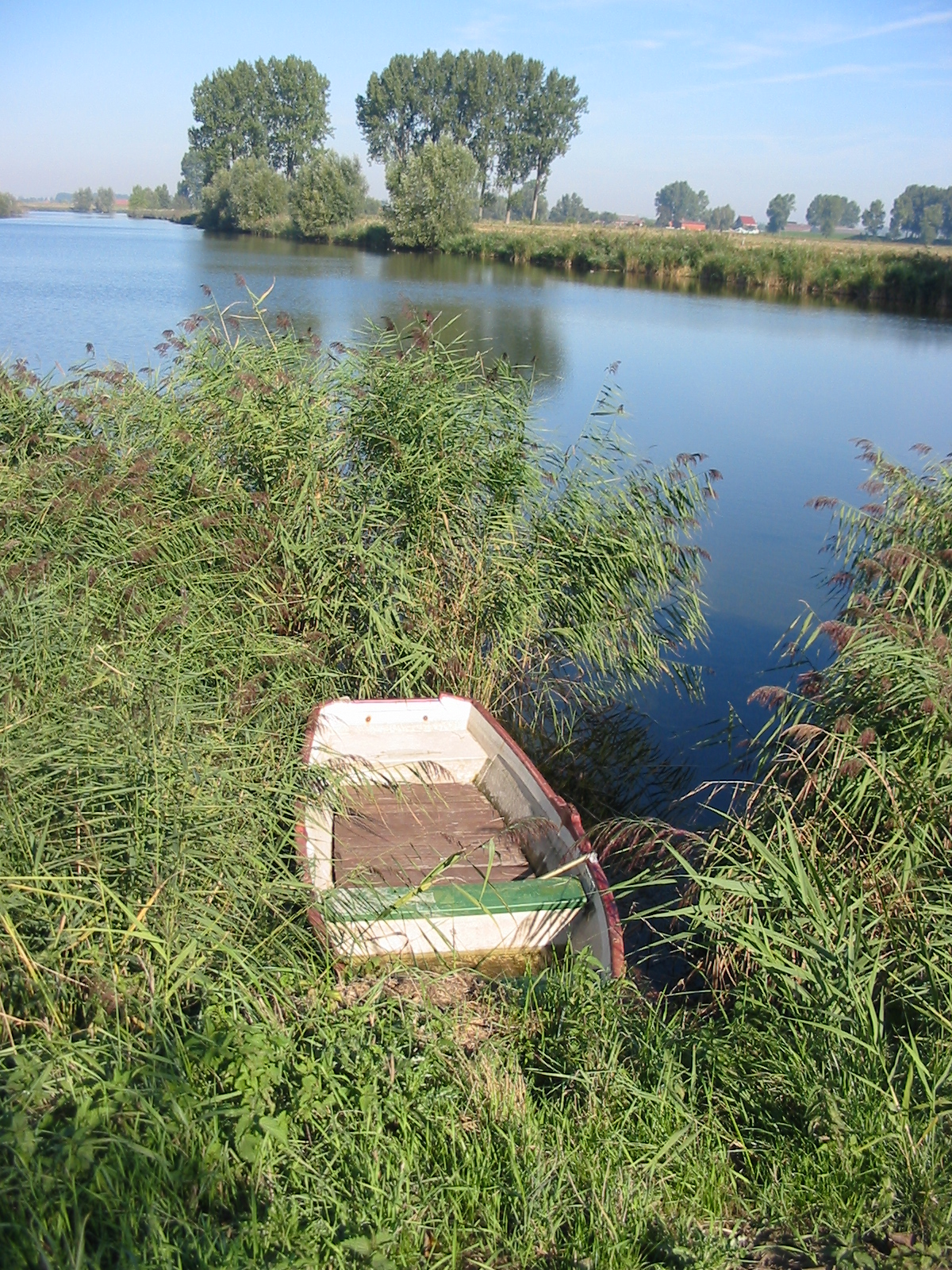
Boerekreek

Het Meetjeslands krekengebied is een streek in het uiterste noorden van de provincie Oost-Vlaanderen, tegen de Nederlandse grens. De streek maakt deel uit van het Meetjesland. Het krekengebied ligt vooral verspreid over de gemeenten Sint-Laureins en Assenede.
De streek is populair onder fietsers door de weidse vergezichten en de grote waterplassen, kreken genaamd. De kreken zijn restanten van vroegere, grote overstromingen. Het Meetjesland wordt doorsneden door het Leopoldkanaal dat werd aangelegd voor de afwatering van het gebied, nadat Nederland na het uitroepen van de Belgische onafhankelijkheid de afvoer van water naar de Westerschelde (via de Braakman) had afgesloten.

## Geschiedenis

### Krekengebied bij Sint-Margriete en Sint-Jan-in-Eremo
Het westelijke onderdeel van het krekengebied sluit aan op het krekengebied in West-Zeeuws-Vlaanderen en wordt naar het zuiden toe begrensd door de historische Graaf Jansdijk.
Het geheel is een vlak landschap waarvan het tertiair bedekt wordt door een tot 20 meter dikke kwartaire afzetting, bestaande uit pleistoceen dekzand en daaroverheen holocene zeeklei die werd afgezet tijdens de talrijke overstromingen. Ook was er sprake van veenvorming in door duinen beschermde gebieden en laagten. Zandopduikingen (donken) en zandruggen boden de mogelijkheid tot de eerste nederzettingen.
Een belangrijke activiteit in de vroege middeleeuwen was de schapenhouderij op de schorren. Vanaf de 12e eeuw vonden er ontginningen plaats door monniken, onder meer van de Sint-Baafsabdij en de Sint-Pietersabdij te Gent. Einde 12e eeuw ontwikkelden zich steden als Gent en Brugge, en om in hun brandstofbehoefte te voorzien vond vervening plaats. Er werden sterkere dijken gebouwd en dorpen gesticht zoals Sint-Jan-in-Eremo (1311). De overstroming van 1375-1376 leidde tot het ontstaan van de Zuidzee, en het verdwijnen van diverse dorpen. Ook de Sint-Elisabethsvloed van 1404 eiste zijn tol. In reactie daarop werd de Graaf Jansdijk aangelegd, welke in het onderhavige gebied onder meer van Sint-Laureins naar Bentille en verder verloopt. Bij de aanleg van deze dijk werd gebruik gemaakt van natuurlijke zandruggen, en ze vormt min of meer de grens tussen de zeekleipolders en zandig Vlaanderen.
Werden in de 14e en 15e eeuw veel inpolderingen door monniken uitgevoerd, in de 2e helft van de 15e eeuw waren ook patriciërs uit Gent en Brugge in inpolderingen geïnteresseerd. Een van de grote inpolderingen betrof de Jeronimuspolder (1501). De godsdiensttwisten in de 2e helft van de 16e eeuw, en de daaropvolgende inundatie van 1583, leidde tot het ontstaan van het Coxysche Gat. Tot de vertakkingen hiervan behoorden de Brandkreek en de Boerekreek, terwijl in het westen het Hollandersgat werd gevormd, waarvan de Hollandersgatkreek, de Blokkreek en de Kruiskreek nog restanten zijn. In 1570 ontstond het Haantjesgat, waarvan de Haantjesgatkreek nog rest. De kreken doorsneden de meest noordelijke zandruggen. In 1622 werd de Brandkreek uitgediept en omgevormd tot een verdedigingslinie.
Na de Vrede van Munster (1648) vonden talrijke herbedijkingen plaats volgens een ander patroon dan het middeleeuwse. In 1652 werd de Generale Vrije Polder gevormd, bestaande uit polders als de Roeselarepolder, Jeronimuspolder, de Sint-Margrietepolder, de Sint Kruispolder en de Sint-Janspolder, welke binnen een ringdijk waren gesitueerd. In 1698 kwam de Oude Haantjesgatpolder gereed, in 1750 de Nieuwe Haantjesgatpolder en in 1775 de Brandkreekpolder.
Omstreeks 1850 werd het Leopoldkanaal gegraven, dat van oost naar west door het zuidelijk deel van het gebied loopt.
Vooral na de Tweede Wereldoorlog vond schaalvergroting van de landbouw plaats. Deze landbouw betrof vooral akkerbouw, vergelijkbaar met de situatie in Zeeuws-Vlaanderen.

### Krekengebied bij Assenede

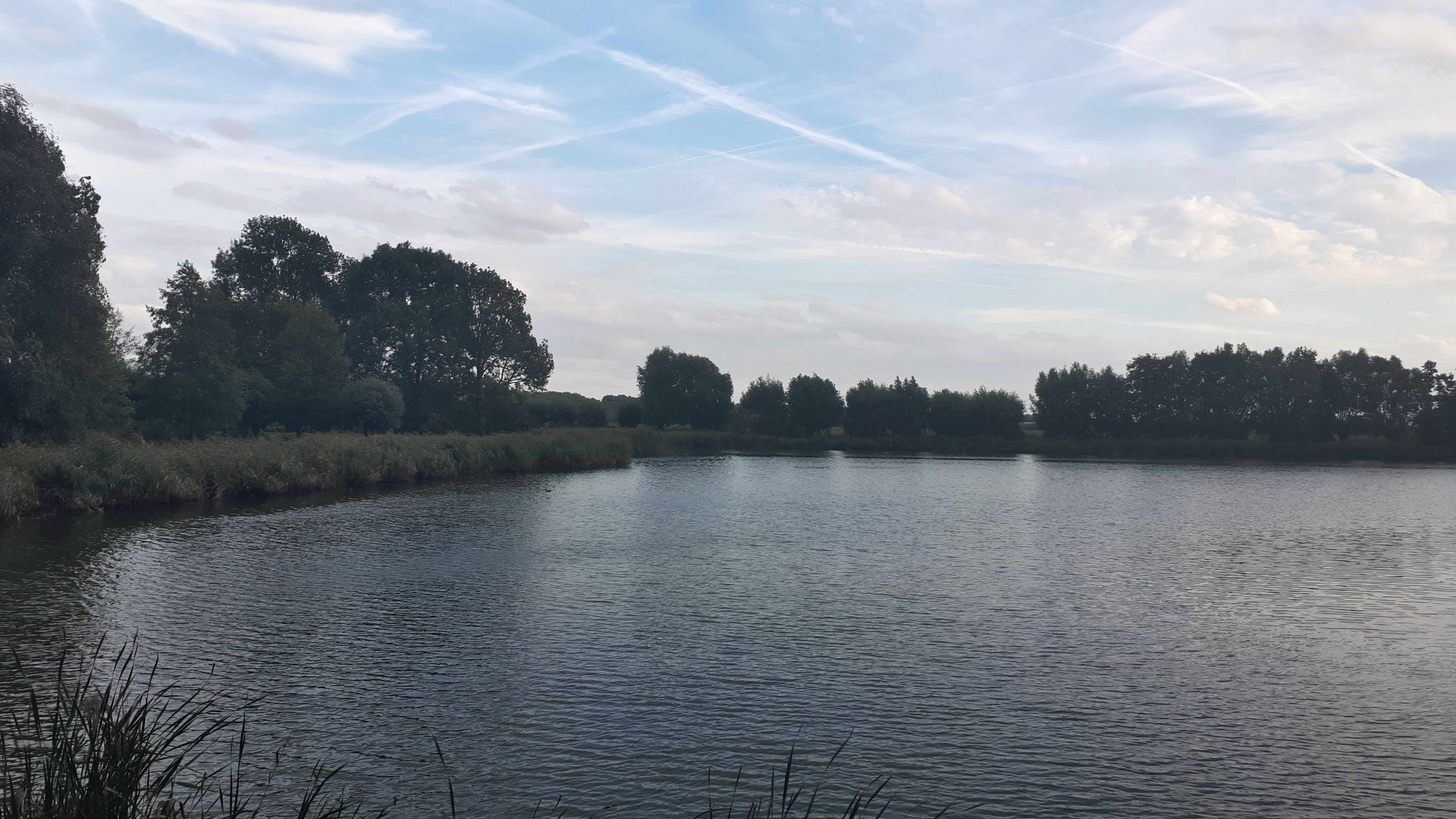
Grote Geul

De geologische kenmerken van het krekengebied bij Assenede zijn identiek aan die van het krekengebied bij Sint-Margriete en Sint-Jan-in-Eremo. De vroegste bewoningssporen uit de omgeving van Assenede dateren van de 8e eeuw. Vanaf de 11e en 12e eeuw vonden indijkingen plaats, waarbij naast de Gentse Sint-Baafsabdij en Sint-Pietersabdij ook de Abdij van Boudelo was betrokken.
Toen bij overstromingen in de 14e en 15e eeuw de Braakman werd gevormd, toen nog bekend als Zuidzee of Dullaert, vormde deze zeearm een directe bedreiging voor dit gebied. Vooral in 1375-1376 was er een groot zeegat ontstaan en kreeg Assenede een directe verbinding met de zee. In 1440 werd het dorp Sint-Janskapelle, gelegen in de Sint-Albertpolder op hedendaags Nederlands grondgebied, verwoest door overstromingen. In 1979 werden hier opgravingen verricht.
Vanaf de 15e eeuw volgden meer overstromingen, waarbij later nog de godsdienstoorlogen en de Tachtigjarige Oorlog kwamen. De huidige Vlietbeek is het restant van de toenmalige hoofdgeul. Begin 16e eeuw werden herdijkingen uitgevoerd, waarbij een patriciër, Andries Andries genoemd kan worden, welke onder meer de Sint-Andriespoler, ten oosten van de kom van Assenede, liet indijken. Hij investeerde ook in de aanleg van de Sint-Janspolder (1505-1507). Spoedig daarna werd de Sint-Nicasiuspolder ingedijkt (1519-1520). Door deze indijking begon het huidige krekengebied vorm te krijgen: De Grote Geul en de Kleine Geul werden van de Vliet (de huidige Vlietbeek) gescheiden. In 1555 werd ook de Rode Polder ingedijkt. In 1610 werd de Smalle Gelandepolder gevormd, door de indijking van de vaargeul naar Assenede.
Veel polders hadden te lijden onder de inundaties, vooral die van 1583-1584, waarbij de Geuzen de dijken doorgestoken hebben. Ook in latere tijdvakken vonden nog militaire inundaties plaats.

## Dorpen
De dorpen die in en nabij het krekengebied van Sint-Margriete en Sint-Jan-in-Eremo liggen zijn: Sint-Laureins, Sint-Margriete, en Sint-Jan-in-Eremo. Buurtschappen zijn onder meer: Hondseinde en Zonne.
De dorpen die in en nabij het krekengebied van Assenede liggen zijn: Assenede, Boekhoute en Bassevelde
Tussen beide gebieden bevinden zich de kernen Waterland-Oudeman, Watervliet, en Bentille

## Kreken

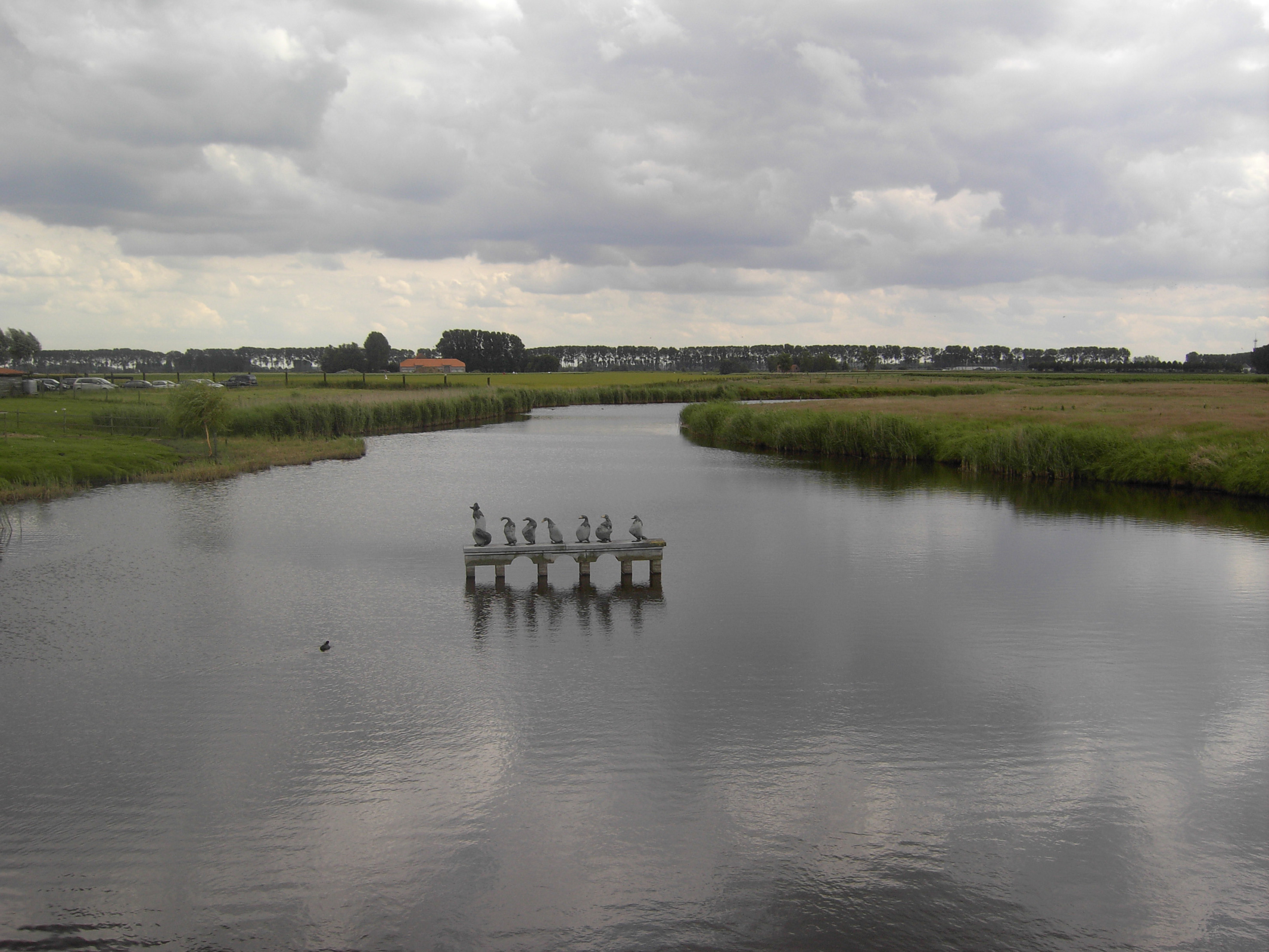
Oudemanskreek

Men onderscheidt doorbraakkreken, met relatief steile oevers, en verlande getijdengeulen, die vlakkere oevers hebben. Afhankelijk van de ondergrond, de aanwezigheid van kwel en dergelijke, kent met zoute, brakke en zoete kreken.
Bij Sint-Laureins, Sint-Margriete en Sint-Jan-in-Eremo vindt men de Blokkreek met Vrouwkenshoekkreek en Hollandersgatkreek. Ten noorden daarvan kleinere kreken als Kapitale Dam, Nieuw Haantjesgat en De Val. Daar weer ten oosten van vindt men de Bentillekreek, de Boerekreek met Oostpolderkreek en Oudemanskreek, de Roeselarekreek en de Molenkreek.
In Middelburg bevinden zich de Meulekreek en de Verloren Kreek.
Bij Assenede vindt men de Grote Geul, de Kleine Geul, de Rode Geul, de Grote Kil en de Kleine Kil. Dit waren oorspronkelijk zijarmen van de Vliet, de huidige Vlietbeek. Ook de vorm van deze kreken werd mede door menselijke objecten (wegen, dijken) bepaald.
Naast kreken zijn er in het gebied ook tal van wielen te vinden, met benamingen als Bo(o)mloze Put, Bodemloze Put en Verzeles Put. Dit zijn overblijfselen van dijkdoorbraken.
Vooral in het verleden waren de kreken bekend vanwege de palingvisserij. Tegenwoordig zijn er in de streek nog diverse palingrestaurants die teruggrijpen op deze traditie.
Verschillende kreken (Blokkreek, Bentillekreek, Oostpolderkreek, Roeselarekreek, Oudemanskreek, Boerekreek, Molenkreek, Hollandersgatkreek, Grote Geul, Rode Geul, Kleine Geul, Grote Kil, Kleine Kil,...) zijn Europees beschermd als onderdeel van Natura 2000-gebied 'Polders'.

## Polders
De volgende polders zijn in dit gebied te vinden:
Polders westelijk van Watervliet
- Slependammepolder
- Sint Lievenspolder
- Sint Kruispolder
- Oude Beooster Eedepolder
- Haantjesgatpolder
- Nieuwe Haantjesgatpolder
- Meikenshoekpolder
- Sint-Janspolder
- Roeselarepolder
- Brandkreekpolder
- Jeronimuspolder
- Bentillepolder
- Oostpolder
- Kokkuitpolder
- Oudemanspolder
- Jonkvrouwpolder
- Mariapolder

Polders oostelijk van Watervliet
- Sint-Christoffelpolder
- Sint-Annapolder
- Isabellapolder
- Sint-Barbarapolder
- Sint-Jorispolder
- Laureinepolder
- Capellepolder
- Sint-Janspolder
- Rode Polder
- Smalle Gelandepolder
- Sint-Albertpolder
- Nicasiuspolder
- Pennemanspolder
- Sint-Andriespolder
- Mariapolder

De polders, voor zover ten noorden van het Leopoldkanaal en ten westen van het Isabellakanaal gelegen, zijn samengevoegd tot de watering Generale Vrije Polders.

## Recreatie
Het krekengebied wordt ontsloten door het wandelnetwerk Meetjeslandse Kreken, het fietsnetwerk Meetjesland en de Streek-GR Uilenspiegel.
1. ↑  Toerisme Meetjesland. Gearchiveerd op 23 mei 2024.